# Martin Gerstmann
Martin Gerstmann (8. března 1525, Slezská Boleslav – 23. června 1585, Nisa) byl římskokatolický duchovní, v letech 1574–1585 seděl na vratislavském biskupském stolci. Byl také slezským zemským hejtmanem.

## Životopis
Martin Gerstmann pocházel z rodiny protestantského soukeníka. Studoval ve Frankfurtu nad Odrou a na Padovské univerzitě, kde získal titul doktora práv. V Padově konvertoval na katolickou víru, od roku 1561 byl kanovníkem vratislavské kapituly a od roku 1571 jejím děkanem. V roce 1558 se stal kancléřem olomouckého biskupství a následně tajemníkem císaře Maxmiliána II. a vychovatelem jeho synů. Roku 1571 byl povýšen do šlechtického stavu. 1. července 1574 jej kapitula zvolila biskupem vratislavské diecéze. Jako správce diecéze pečoval o dobré vztahy s protestanty a prosazoval svobodu vyznání v rámci diecéze. V roce 1580 přijal stanovisko Tridentského koncilu.
Biskup Gerstmann zemřel v roce 1585 a jeho ostatky jsou uloženy v kostele svatého Jakuba v Nise.